# Miracle Blue
「Miracle Blue」（ミラクル・ブルー）は、椎名へきるの42枚目のシングル。2012年7月25日にランティスから発売された。

## 解説
前作『Wonderful Days』から約7ヶ月ぶりなるシングル。

## 収録曲
1. Miracle Blue [4:27] 
作詞・作曲：しほり / 編曲：鈴木マサキ
椎名曰く「青空が広がるようなイメージの元気いっぱいでリズミカルな曲」であるという[1]。
2. Just my love [3:59] 
作詞・作曲：吉田とおる / 編曲：今井隼
3. 星空のシャワー [5:55]
作詞：中山加奈子 / 作曲：後藤次利 / 編曲：真崎修
4. Miracle Blue -Off Vocal-